# Volo United Express 5925
Il volo United Express 5925, operato dalla Great Lakes Airlines con un Beechcraft 1900 turboelica, era un volo regolare che andava dall'Aeroporto Internazionale di Chicago-O'Hare a Quincy, Illinois, con scalo intermedio a Burlington, Iowa.
Il 19 novembre 1996 l'aereo entrò in collisione, durante l'atterraggio a Quincy, con un altro Beechcraft, un King Air privato, che stava decollando da una pista che si intersecava con quella sulla quale stava atterrando. L'incidente divenne noto come il disastro della pista di Quincy. Quattordici persone, dodici a bordo del 1900 e due a bordo del King Air, rimasero uccise.

## Cronologia dei fatti

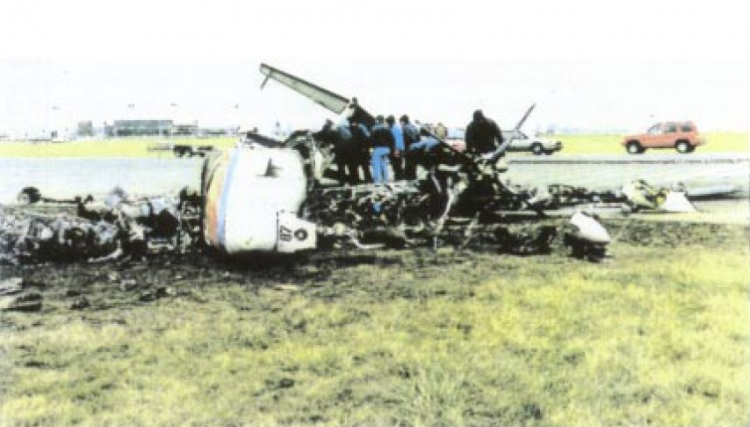
Relitto del Beechcraft 1900C

Il volo United Express 5925 era partito da Chicago alle 15:25, con il comandante Kate Gathje (30), il primo ufficiale Darren McCombs (24) e dieci passeggeri. Dopo uno scalo a Burlington, il volo proseguì in direzione di Quincy. Due aerei erano già pronti per la partenza quando il volo 5925 era in fase di avvicinamento. Entrambi i velivoli, un Beechcraft King Air e un Piper Cherokee, stavano procedendo verso la pista 04. Poiché Quincy è un aeroporto senza torri, tutti e tre gli aerei stavano comunicando sulla frequenza di avviso del traffico comune. All'avvicinamento il capitano Gathje chiese se il King Air sarebbe rimasto a poca distanza dalla pista o se sarebbe partito prima del loro arrivo. Dopo non aver ricevuto alcuna risposta, Gathje chiamò di nuovo e ricevette una risposta dal Cherokee che si trovavano sulla pista 04. Tuttavia, a causa di un suono simultaneo emesso dal sistema di allarme di prossimità al suolo nella cabina di pilotaggio del 1900, i piloti ricevettero solo una parte della trasmissione. A contribuire all'incidente fu la trasmissione radio interrotta del pilota del Cherokee, che portò all'incomprensione dell'equipaggio della United Express della trasmissione come un'indicazione da parte del King Air che non sarebbe decollato fino a quando il volo 5925 non fosse stato autorizzato all'atterraggio.
Supponendo che entrambi gli aerei si tenessero a debita distanza l'uno dall'altro, il volo 5925 atterrò sulla pista 13. Tuttavia il King Air era rullato in posizione sulla pista 04 e aveva iniziato la corsa per il decollo nel momento in cui il volo 5925 stava atterrando. Entrambi gli aerei si scontrarono all'incrocio tra le piste 4 e 13, con il King Air distrutto all'istante. Il 1900C slittò per 110 piedi (34 m), fermandosi lungo la pista 13 e prendendo fuoco. Tutti i 12 occupanti a bordo del volo della United Express sopravvissero all'impatto iniziale, ma rimasero intrappolati all'interno dal portellone principale danneggiato dall'impatto. Diversi piloti nelle vicinanze dell'incidente si precipitarono sul posto, ma non furono in grado di aprire i portelloni dell'aereo prima che entrambi gli aerei fossero distrutti dal fuoco. Tutti i 12 a bordo del volo 5925 ed entrambi i piloti del King Air, Neal Reinwald (63) e Laura Winkleman Brooks (34), morirono per inalazione di fumo.

## Causa

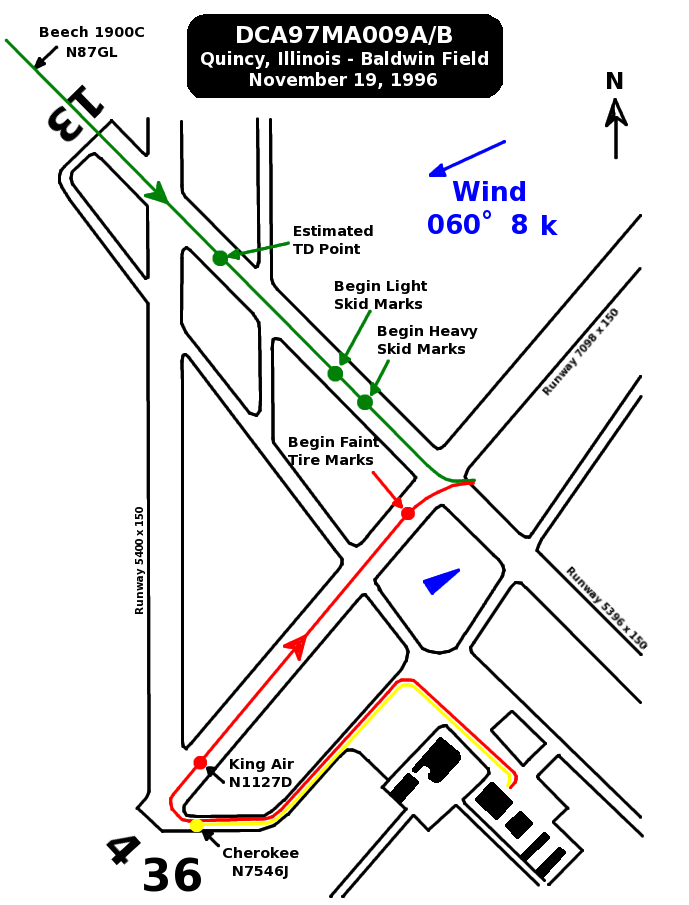
Schema delle posizioni degli aeromobili coinvolti nell'incidente.

Il National Transportation Safety Board concluse che la causa dell'incidente fu l'incapacità dei piloti del King Air di monitorare efficacemente sia la frequenza comune che di monitorare il traffico, come da procedura. Un fattore determinante fu la trasmissione del Cherokee contemporaneamente a quella del Volo United Express. La mancanza di adeguate attrezzature di soccorso e antincendio è stata citata come un fattore dell'alto tasso di mortalità.
Sul Beechcraft era presente un'altra uscita sull'ala sinistra, oltre al portellone principale. Il primo ufficiale McCombs svenne o perse la vita per inalazione di fumo prima di arrivarci. Ma altri avrebbero potuto pensarci se avessero prestato attenzione alle procedure di emergenza dette durante l'atterraggio. A comunicarle non era stato un assistente di volo, ma una voce registrata dall'altoparlante. I passeggeri abituali non vi prestavano più la dovuta attenzione, fatto che però avrebbe salvato loro la vita.

## Uno dei piloti: Neal Reiwald
Neal Reinwald era un pilota di grande esperienza, accumulata sotto l'Aeronautica Militare e la TWA. Nel suo fascicolo, però, gli investigatori scoprirono che aveva fallito ben due prove di volo, data l'età, e che era stato declassato a tecnico di volo. Alla fine, si era dimesso dalla TWA, ma continuò a volare come pilota charter e come istruttore di volo. Solo sei mesi prima dell'incidente partecipò come istruttore su un aereo che atterrò col carrello ancora sollevato, danneggiando il velivolo. Venne così inserito in un addestramento di recupero, ancora in corso durante il disastro. Il King Air N1127D doveva essere il suo ultimo volo.
I suoi allievi lo descrivevano come abile, anche se tendente ad andare di corsa. Pare che quella sera alcuni testimoni notarono che avesse fretta di tornare a casa. Molto probabilmente, nonostante tutti i vari fattori che portarono alla tragedia, non ci sarebbe stato nessun incidente se Reinwald avesse guardato bene in entrambe le direzioni e avesse pazientato.

## Cultura di massa
L'incidente è stato oggetto di un episodio della quindicesima stagione della serie Indagini ad alta quota in onda su National Geographic Channel. L'episodio, intitolato "Trasmissione fatale", è andato in onda per la prima volta nel gennaio 2016.